# Jaume Bofarull i Miró
Jaume Bofarull i Miró (Sabadell, 8 de juliol de 1872 - Sabadell, abril de 1933) fou un organista i sacerdot del S. XIX.

## Biografia
Va adquirir coneixements d’orgue, piano, composició i instrumentació a través de l’estudi amb Miquel Ferrer, Josep Planas i Eusebi Bosch. A més, el 1903 va exercir com a sacerdot i organista a la parròquia de Sant Vicent de Sarrià i el 1911 va treballar com a organista suplent a Sant Feliu de Sabadell.

## Obres
Dins el context més ampli de la música catalana, Jaume Bofarull va ser un dels molts músics que van contribuir a la rica tradició musical de la regió, compartint espai amb altres organistes destacats del període. Encara que les seves composicions no són àmpliament documentades, algunes obres atribuïdes a altres membres de la família Bofarull podrien correspondre a ell, deixant entreveure la complexitat de rastrejar el seu llegat complet.